# Principauté d'Albanie
Pour les articles homonymes, voir Royaume d'Albanie.
1914–1925
Entités précédentes :
- Gouvernement provisoire d'Albanie
- Protectorat italien sur l'Albanie

Entités suivantes :
- République albanaise

La principauté d'Albanie est une monarchie établie en Albanie entre 1914 et 1925. La Principauté est instituée à la suite des deux guerres balkaniques, lors de la conférence de Florence à la fin de l'année 1913 ; son territoire est rapidement occupé lors du déclenchement de la Première Guerre mondiale par les troupes serbes et monténégrines, tandis que le prince Guillaume de Wied, en fuite, se réfugie à Wied, dans le Reich impérial. En 1915, lors de la conquête de la Serbie par les Puissances centrales, les unités serbes en déroute traversent l'Albanie enneigée pour rejoindre les ports de l'Adriatique, où elles sont évacuées par les Alliés. Le territoire de la principauté est alors occupé et administré par l'Autriche-Hongrie, jusqu'à la fin du conflit. Évacué en novembre 1918, à la suite de la défaite austro-hongroise, la principauté ne retrouve pas sa stabilité, tout comme le prince, d'origine allemande, ne retrouve pas son trône. La principauté est alors régie par un conseil de régence, tandis que les luttes entre clans albanais rivaux se déchaînent, entretenues par les puissances voisines, l'Italie et le royaume des Serbes, Croates et Slovènes.

## Les territoires albanais avant l'indépendance
Constituée en 1913, proclamée en 1914, la principauté apparaît rapidement comme une création destinée surtout à équilibrer la région entre la sphère d'influence austro-hongroise et la sphère d'influence italienne dans la région et à contrer la politique serbe de recherche d'un accès à la mer.

### Les Albanais auXIXesiècle
Dès le début du XXe siècle, les territoires peuplés d'albanophones, alors dépendants de l'Empire ottoman déclinant, suscitent de longue date les appétits de l'Italie unifiée dans les années 1860, de la Russie, de la double monarchie, et des petits états balkaniques nouvellement indépendants.
Ainsi, dès le milieu du XIXe siècle, les consuls autrichiens puis austro-hongrois en poste à Scutari exercent depuis cette période une sorte de protectorat sur les catholiques albanais, tandis que les Italiens considèrent le littoral albanais comme leur zone d'expansion privilégiée.
En 1878, à Berlin, les grandes puissances ont souhaité neutraliser ces territoires. D'autres dispositions semblables sont à nouveau prises en 1909, entre la double monarchie et le royaume de Rome. Ainsi, les représentants italiens et austro-hongrois s'engagent à défendre l'indépendance de l'Albanie dans le cas d'un effondrement de la domination ottomane dans la région, sans préjuger des modalités du partage du pays en zones d'influence italienne et austro-hongroise. Le mouvement national albanais, qui se manifeste dans la ligue de Prizren constituée en 1878, vise à obtenir l'autonomie des territoires majoritairement albanais, principalement dans le vilayet de Shkodër et le nord du vilayet de Ioannina, ; cette revendication suscite l'opposition de Bismark, et, à ce titre, n'est pas étudiée à Berlin.
De plus, le loyalisme envers le sultan ottoman s'avère très prégnant au sein des populations,. De plus, le mouvement national concerne dans un premier temps les populations urbaines alphabétisées et le clergé, la culture des Albanophones étant jusque dans les années 1840 essentiellement orale. Ensuite, la diaspora albanaise, très présente dans les Balkans et en Anatolie, constitue un vivier de recrutement pour l'administration ottomane, qui s'appuie sur les Albanais pour gouverner et coloniser l'empire ottoman avec des sujets supposés fidèles. Enfin, les trente-cinq dernières années de tutelle ottomane sur les territoires peuplés d'Albanais, entre l'échec de la ligue de Prizren et l'indépendance, sont marquées par une ébullition politique et culturelle : de nombreuses révoltes, toutes réprimées par le pouvoir ottoman, rythment le délitement ottoman en Europe, tandis que les régions albanophones connaissent un essor culturel important, rendu possible par les progrès de l'alphabétisation dans la région.
Enfin, les Albanais, majoritairement musulmans, comptent en leur sein une proportion non négligeable de chrétiens ; le recensement italien de 1942 fournit une répartition confessionnelle de la population, que Gilles de Rapper estime proche de celle des années 1920 : les Italiens ont ainsi dénombré dans la population albanaise 68,9 % de musulmans, 20,7 % d'orthodoxes et 10,4 % de catholiques.

### Les guerres balkaniques dans les territoires albanophones
Entre 1910 et 1913, les territoires albanophones sont en état d'insurrection permanente, les insurgés bénéficiant rapidement du soutien des Italiens, très actifs dans la région et engagés dans une guerre contre les Ottomans.
À l'issue de la première guerre balkanique, les Ottomans sont pratiquement chassés du continent européen. Les territoires albanais, conquis au terme de profondes opérations conjointes gréco-serbo-monténégrines, sont confiés aux grandes puissances, qui doivent procéder à leur partage. Les représentants de ces puissances participant à la conférence de Londres souhaitent alors maintenir la suzeraineté ottomane en Albanie, mais échouent à en fixer les limites territoriales. De plus, les Serbes comme les Bulgares souhaitent disposer à leur profit de la Macédoine, principal butin de la guerre qui vient de s'achever, tandis que la dévolution des territoires albanais constituent un facteur de déstabilisation des relations entre grandes puissances.
Au même moment, Nicolas Ier, l'ambitieux roi du Monténégro, souhaitant réaliser ses ambitions albanaises,, met le siège devant Scutari le 12 novembre 1912, ; les troupes monténégrines occupent la ville le 23 avril 1913, mais doivent l'évacuer devant la pression conjointe des grandes puissances.
Isolés des territoires ottomans par les conquêtes monténégrines, serbes, grecques et bulgares de la première guerre balkanique, les animateurs du mouvement national albanais, notamment Ismail Qemal Bey, se prononcent alors en faveur de l'indépendance de l'Albanie, afin de s'opposer aux ambitions des vainqueurs sur la région,.
À l'issue des conflits balkaniques, les troupes du royaume de Belgrade, soutenues par l'ensemble des représentants serbes,, interviennent en Albanie, s'installant dans la région, non seulement afin de disposer d'un port sur l'Adriatique, mais aussi pour protéger les populations serbes, victimes de massacres perpétrés par les Albanais : cette intervention matérialise les ambitions serbes dans la région, exprimées depuis 1908,. Ainsi, au cours du conflit face aux Ottomans, les Serbes s'assurent le contrôle de Durazzo et les Monténégrins celui de Scutari,, Face à cette politique entreprenante, l'Italie et la double monarchie, pour des raisons différentes, unissent leurs efforts pour chasser les Serbes du littoral adriatique, obtenant des autres grandes puissances, en décembre 1912, la création d'une Albanie indépendante : l'Italie souhaite contrôler le détroit d'Otrante ; la double monarchie, quant à elle, aspire à la fois à interdire à la Serbie l'accès direct à la mer et à se faufiler dans les Balkans jusqu'à Salonique, ce qui revient à contrôler la région avec un État client totalement soumis à la tutelle austro-hongroise. Le diplomate français Paul Cambon, alors en poste à Londres, n'est pas dupe de l'objectif que se sont assignés les responsables austro-hongrois en Albanie : dans les courriers adressés à son frère Jules Cambon entre 1912 et 1914, il analyse la politique locale, notamment les initiatives d'Ismail Qemali, fonctionnaire ottoman à la tête du mouvement national albanais, comme le moyen utilisé par la double monarchie pour s'immiscer plus avant dans les Balkans.
Pour obliger le royaume de Belgrade à évacuer des territoires dévolus à la principauté, le gouvernement austro-hongrois, soutenu par le Reich, tente, dans un premier temps, d'obtenir un arrangement sur l'évacuation du territoire albanais par la Serbie, mais se heurte à Nikola Pasic, le retors président du conseil serbe : la double monarchie cède le Sandjak à la Serbie, permettant aux royaumes serbe et monténégrin d'avoir une frontière commune, en échange d'une frontière terrestre commune entre l'Albanie et le Monténégro, obstacle à la constitution un débouché maritime pour le royaume de Belgrade ; dans un second temps, après des mois de négociations entre grandes puissances, le ministre austro-hongrois des Affaires étrangères fait parvenir, le 18 octobre 1913, un ultimatum au gouvernement serbe, le sommant d'évacuer sous huit jours les territoires dévolus à la future principauté. Abandonné par les Russes, le gouvernement du royaume de Serbie s’exécute.

## Des débuts difficiles

### Modalités de création
Le congrès national albanais proclame l'indépendance le 28 novembre 1912. Quelques semaines plus tard, lors de la session du 20 décembre 1912 de la conférence des ambassadeurs, les puissances reconnaissent l'indépendance albanaise. Érigé en principauté, le nouvel État est le fruit de la collaboration politique austro-hongroise et italienne dans les Balkans ; de plus, lors de sa session du 29 juillet 1913, les puissances constatent la rupture de tous les liens entre l'empire ottoman et le nouvel État encore en devenir.
État reconnu internationalement, la principauté se voit assigner par les diplomates austro-hongrois le statut de satellite, et est instrumentalisé par Vienne à la fois comme un moyen légal d'empêcher le royaume de Belgrade de disposer d'un port sur l'Adriatiqueet comme le vecteur de l'expansion de la double monarchie dans les Balkans. Ainsi, lors de la séance du 17 décembre 1912 de la conférence des ambassadeurs, les représentants austro-hongrois obtiennent certes de leurs homologues la création d'un État albanais, mais ne parviennent cependant pas à imposer au nouvel État des frontières conformes à leurs souhaits.
Durant la période qui s'écoule entre les traités de paix qui mettent un terme aux guerres balkaniques et la proclamation effective de la principauté, le chaos semble régner sur les territoires albanophones non formellement annexés à la Serbie, accentuant l'importance numérique de la diaspora albanaise installée dans l'empire ottoman.
Le 10 avril 1914, le statut définitif du territoire est fixé : les puissances européennes érigent l'Albanie en une principauté autonome et neutre, dont le maintien de l'ordre intérieur est confié dans un premier temps aux troupes hollandaises, notoirement non intéressées au contrôle de territoires albanais.

### Définition des frontières

Les différents projets de frontières de la principauté.

Les frontières du nouvel État constituent en réalité un compromis négocié à Londres en mars 1913, puis à Florence en décembre, entre les représentants des grandes puissances et des États voisins, tandis que le gouvernement provisoire albanais émet lui aussi des propositions de tracés frontaliers.
Au terme de ces conférences, les puissances accordent au nouvel État un territoire de 29 000 km2, habité par 800 000 Albanais. Cependant, les frontières de la principauté, premier État national des Albanais, laissent près de la moitié du million et demi d'Albanais à l'extérieur du nouvel État, ces populations habitant des territoires dévolus au royaume de Serbie,. De plus, au sein de la population, on compte 70 % de musulmans, 20 % de chrétiens orthodoxes, localisés essentiellement le Sud du pays et 10 % de catholiques romains, résidant essentiellement dans le Nord-Ouest et dans le centre du pays. Enfin, ces frontières ne sont pas conçues par les puissances pour faire de la nouvelle principauté un État viable.
Elles sont fixées, en deux temps, au cours de l'année 1913, lors de la conférence des ambassadeurs en août 1913, puis lors de la négociation du protocole de Florence en décembre 1913 qui aboutit à la conclusion définitive de la paix de Londres, à l'issue de la seconde guerre balkanique. Conformément aux vœux des diplomates austro-hongrois, la principauté obtient une frontière terrestre avec le Monténégro,. La délimitation des frontières orientales de la principauté reste floue, la conférence de 1913 définit cependant certaines frontières : le monastère Saint-Naum, sur le lac d'Ohrid, constitue la limite extrême garantie par les puissances.
Les frontières du Sud, avec la Grèce sont fixées en 1913, tenant en compte certaines conclusions du traité de 1864, par lequel la Grande-Bretagne acte la cession des Îles ioniennes au royaume de Grèce. Elles remettent en cause l'unité de l'Épire, ainsi que les structures économiques de la région, en dépit du souhait du gouvernement d'Athènes de créer une frontière garantissant à la fois la constitution d'unités territoriales économiquement viables et un voisinage paisible entre les deux États,. Ainsi, les diplomates grecs dépêchés à Londres plaident pour une frontière au Sud de la région de Valona, dictée selon eux par les motifs stratégiques, la défense de l'île de Corfou, et économiques (la nécessité de disposer d'un territoire hiérarchisé en Grèce même). De plus, l'absence de tracé précis des frontières facilite la formulation revendications grecques sur certaines îles de la côte albanaise, Sazan dans la baie de Valona par exemple. Durant l'automne 1913, les arpenteurs fixent la frontière avec la Grèce dans un contexte local et général tendu, tentant de satisfaire à la fois les revendications grecques et celles portées, pour des motifs similaires mais concurrents, par l'Italie et l'Autriche-Hongrie.
Cependant, en 1914, après le déclenchement de la Grande Guerre, les frontières terrestres avec la Serbie ne sont toujours pas précisément fixées : ainsi, en septembre, un accord entre le gouvernement serbe et un clan albanais précise qu'une commission doit se réunir pour résoudre ce problème. En 1915, à la suite de l'invasion serbo-monténégrine du Nord du pays, un nouvel accord, le traité de Tirana, est signé entre le royaume de Belgrade, fixant de nouvelles frontières, favorables à la Serbie et au Monténégro.

### Dévolution de la couronne

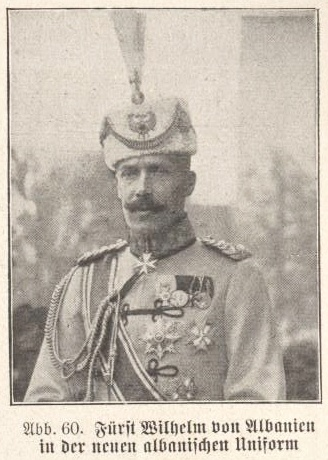
Le prince Guillaume de Wied, en uniforme albanais.

Dès sa création, l'État albanais est conçu par les principales puissances européennes comme destinée à devenir une monarchie.
Guillaume de Wied, un prince luthérien issu de la vieille famille rhénane des comtes de Wied, est choisi par les puissances pour ceindre la couronne. Il appartient à l'armée prussienne, dans laquelle il sert comme officier dans le corps des uhlans. Ce prétendant est parfaitement ignorant des réalités de la principauté sur laquelle il s'apprête à régner, le rendant ainsi plus malléable aux yeux de ses protecteurs.
Son protestantisme ne constitue nullement un obstacle à son règne à la tête d'une principauté en majorité peuplée de musulmans : en effet, dès sa création, le gouvernement ne définit aucune religion d'État, sans pour autant édicter une législation explicitement laïque.

### Un règne sous influence

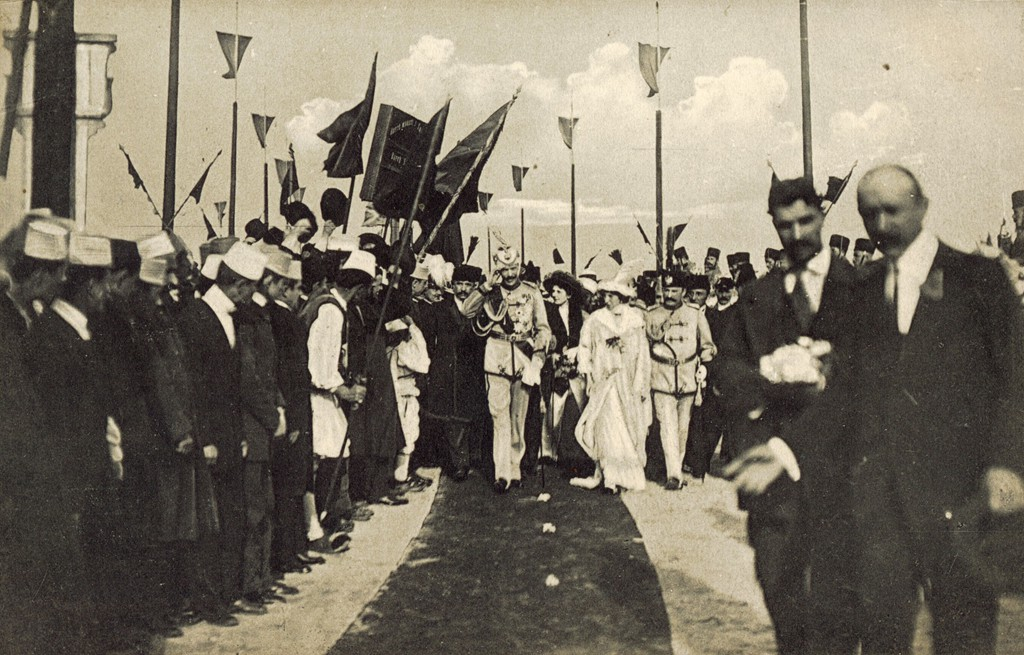
Arrivée du prince Guillaume de Wied à Durrës le 7 mars 1914.

Guillaume de Wied apparaît comme le fruit d'un compromis, non seulement entre grandes puissances, mais aussi entre ces puissances et les clans albanais ; dans ces conditions, il ne parvient pas à consolider son pouvoir, apparaissant rapidement comme un « souverain fantôme »,. Le prince et son épouse, Sophie de Schönburg-Waldenburg, ayant fait le voyage sur un navire de guerre austro-hongrois, débarquent le 7 mars 1914 à Durrës. Le prince à peine installé érige alors ce port en capitale de la principauté.
Le prince doit rapidement affronter une révolte des paysans mécontents de sa politique favorable aux grands propriétaires. Face aux multiples révoltes de ses remuants sujets, il se maintient grâce à un débarquement à Durrës, le 10 mai, suivant d'un contingent international, constitué principalement de troupes italiennes et austro-hongroises.

## La principauté durant la Première Guerre mondiale
Durant la Première Guerre mondiale, le territoire de la principauté, mal défini, suscite de forts appétits de la part de tous les acteurs du conflit. Ainsi, dès les premiers jours de la crise de juillet, les principaux acteurs de la politique de la double monarchie hésitent à promettre à la principauté, réputée extrêmement instable, de nouveaux territoires annexés par ses voisins en 1912 et 1913 .

### Un pays livré au chaos

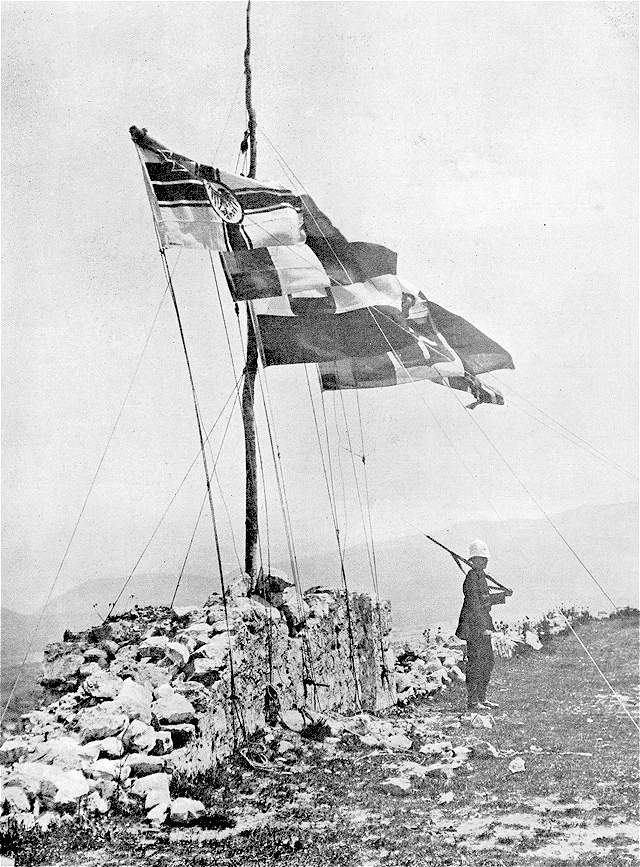
Le retrait des troupes des puissances oblige le prince Widi à fuir l'Albanie le 4 septembre 1914 (photographie prise à Sköder en 1913).

Rapidement mis en cause, le prince Vidi se maintient sur le trône grâce à une force internationale dépêchée sur place durant le mois de mai 1914. 
Le conflit qui débute le mois suivant entraîne le retrait des unités qui la composent. En effet, les contingents des puissances européennes, engagées dans le conflit qui commence, quittent le pays au début du mois d'août ; la gendarmerie hollandaise se retire la dernière le 7 août. Opposé à une intervention de la principauté aux côtés des puissances centrales contre la Serbie et le Monténégro, Vidi proclame la neutralité de la principauté. Le prince perd ainsi le soutien de la double monarchie, dernier garant de son maintien sur le trône d'Albanie, l'obligeant à prendre la fuite un mois plus tard, le 4 septembre.
Ce départ précipité transforme le pays en champ clos des conflits entre clans albanais rivaux. Soutenus à distance par les États engagés dans le conflit, ces clans se livrent à une lutte acharnée pour le contrôle du pouvoir : dans ce contexte, le pouvoir est exercé par des gouvernements rivaux, soutenus soit les Serbes, soit par les Italiens, soit par les Austro-hongrois, favorisant le développement de l'anarchie à l'intérieur du pays,.

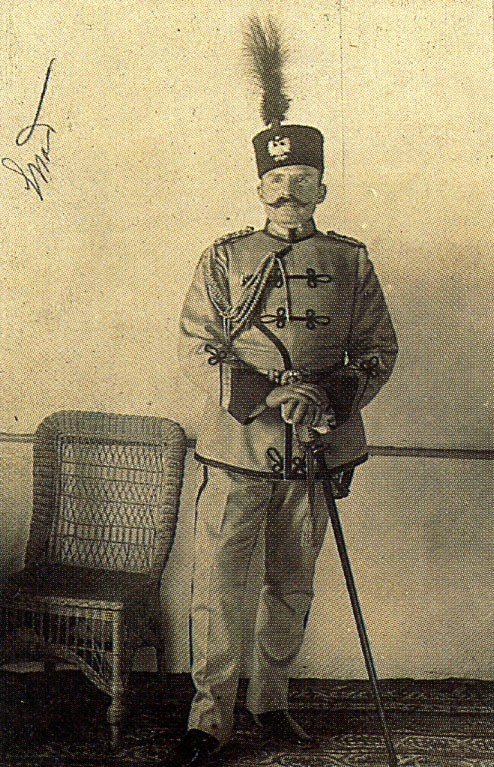
Essad Pacha Toptani, en uniforme albanais, en 1914.

Ainsi, les Serbes favorisent le retour d'Essad Pacha Toptani, ancien ministre de la Guerre dans le gouvernement provisoire. Ce dernier organise alors un gouvernement à Durrës et se rapproche du royaume de Belgrade : le 17 septembre 1914, il signe à Niš avec les Serbes un traité d'alliance militaire et politique. Cet accord permet aux Serbes d'intervenir dans le pays et d'organiser la gendarmerie albanaise ; de plus, une commission bilatérale se réunit afin de fixer définitivement le tracé de la frontière serbo-albanaise.
Cette politique serbe suscite des contre-mesures des puissances centrales, notamment de la double monarchie. Ainsi, Vienne finance les clans albanais hostiles à Essad Pacha Toptani et fomente des troubles aussi bien en Albanie qu'au sein de la population albanophone du royaume de Belgrade. Dans le même temps, l'entrée en guerre de l'Empire ottoman aux côtés des puissances centrales favorise le développement, dans la population albanaise, d'un courant dirigé contre la politique serbe et ses soutiens locaux ; cette hostilité se manifeste par le développement de mouvements de guérilla, réduits à grand peine au printemps 1915.

### Un but de guerre
Dès les premiers jours du conflit, le territoire de la principauté se trouve au centre des négociations au sein des deux blocs d'alliance. De plus, le chaos qui y règne favorise les entreprises austro-hongroises, serbes et italiennes.
En effet, dès le mois de novembre 1914, le tsar Nicolas II propose aux Français un plan de partage de l'Albanie : la Serbie recevrait le nord du pays, les Italiens Valona et sa région, la Grèce le sud du pays, sauf Valona. Ces projets de partition constituent des signes avant-coureurs d'âpres négociations entre les Serbes, les Monténégrins, les Grecs et les Italiens sur le devenir des territoires de la principauté.
Les territoires de la principauté constituent pour le royaume de Belgrade un objectif supplémentaire dans le conflit. Ainsi, occupé en 1914, le territoire de la principauté se trouve au centre des rivalités entre la Serbie et l'Italie, les Italiens accusant même les Serbes d'avoir privilégié leurs objectifs au détriment de la coordination des opérations contre les unités germano-austro-hungaro-bulgares. Au printemps 1915, les troupes serbes envahissent le pays, parviennent à Tirana et signent avec leurs alliés albanais un traité légalisant une rectification de frontières au profit des Serbes et mettant en place une union politique entre les deux pays. Après la défaite serbe en 1915, Le gouvernement royal serbe, replié à Corfou, poursuit la politique menée depuis le déclenchement du conflit. En effet, des zones d'influence ont été fixées lors du Pacte de Londres, grecque au Sud, italienne au centre et serbe au Nord de la principauté. Ainsi, le gouvernement serbe appuie-t-il la constitution d'un gouvernement dirigé par Essad Pacha Toptani, associé aux opérations militaires des Alliés dans la région.
L'Italie ne reste pas inactive devant la politique serbo-monténégrine. Ainsi, dès le 30 octobre 1914, appuyée sur les accords internationaux de 1909 et de 1913, l'Italie, sous prétexte de maintenir l'ordre dans le pays, occupe certaines îles du littoral albanais, tout en exposant aux belligérants ses revendications sur la région, dès avant son entrée dans le conflit : dès le 4 mars 1915, lors des négociations devant aboutir à l'intervention directe du royaume de Rome dans le conflit, Sidney Sonnino, alors président du Conseil, affirme la volonté italienne d'annexer directement le port de Valona et de disposer de la liberté d'action en Albanie, ; une prééminence italienne est ainsi reconnue sur le royaume,. De plus, dès l'entrée en guerre de l'Italie, les unités italiennes occupent Durazzo, renforçant le contrôle italien sur la côte adriatique de la principauté. Cependant, les opérations serbo-monténégrines en Albanie en juin 1915 bouleversent les rapports de forces, non seulement en Albanie, mais aussi dans les rapports entre Alliés, les zones occupées par les Serbes ont été promises aux Italiens en échange de leur intervention aux côtés des Alliés. De plus, à partir du déclenchement du conflit, l'Italie s'affirme comme la principale source de ravitaillement de la population albanaise, affectée par le déclenchement du conflit. La politique française visant à développer le pays rencontre l'hostilité italienne, le gouvernement italien s'attache alors à soutenir les clans albanais hostiles à la présence française sur place.
Les puissances centrales sont aussi intéressées par des portions du territoire albanais. En 1916, lors des conversations entre diplomates allemands, austro-hongrois et bulgares sur la dévolution des conquêtes de l'automne précédent, Burián, le ministre austro-hongrois des Affaires étrangères défend la primauté austro-hongroise dans la principauté, principalement contre les velléités d'intrusion des Allemands dans la région. Plus tardivement dans le conflit, au printemps 1917, le territoire de la principauté est promis à la double monarchie. Cependant, lors de ces mêmes conférences, le Reich réaffirme son souhait de disposer librement d'une base navale sur l'Adriatique, Vlöre dans la principauté, ou Kotor, alors en Dalmatie autrichienne. L'année suivante, à Salzbourg, les négociateurs allemands dépêchés sur place tentent d'obtenir de leurs homologues austro-hongrois l'inclusion de la principauté dans l'union douanière en cours de constitution ; l'évolution de la situation militaire rend vain cette intrusion allemande dans la zone d'influence austro-hongroise en cours de dislocation.

### Un champ de bataille
Le 29 mai 1915, désirant s'assurer le contrôle de la principauté, le Monténégro, puis la Serbie déploient des unités de leur armée respective sur le Nord de la principauté, les Monténégrins contrôlant le littoral jusqu'à Scutari,, les Serbes le Nord et le centre du pays. Les Serbes lancent ainsi 20 000 soldats sur l'Albanie ; le déploiement de ces troupes ne rencontre aucune résistance organisée : Tirana est occupée par les Serbes le 9 juin, Scutari par les Monténégrins le 27 juin. Rapidement installée, cette occupation se heurte à une opposition sporadique, menée par les populations locales, encouragée par les agents austro-hongrois et ottomans, présents de longue date,.
Cette occupation serbo-monténégrine est de courte durée. En effet, dès l'entrée en guerre de la Bulgarie, l'offensive conjointe des troupes germano-austro-hongroises, venant du Nord, et Bulgares, venant de l'Est, oblige les stratèges serbes à ordonner la retraite générale de leurs unités à travers l'Albanie, puis à abandonner le territoire de la principauté aux troupes d'occupation des puissances centrales : les unités serbes s'y engagent à partir du 23 novembre 1915. En dépit de leur succès, les unités des puissances centrales ne parviennent pas conquérir l'ensemble du territoire de la principauté. Dans le même temps, la base navale italienne de Durazzo, établie sur le territoire de la principauté, est bombardée par la marine de guerre austro-hongroise, puis occupée par les troupes de la double monarchie.
La conquête austro-hongroise ne met pas un terme aux opérations militaires dans la principauté. Ainsi, au début de l'année 1917, les Alliés multiplient les offensives dans la région, renforçant leur contrôle sur les voies de communications reliant la côte albanaise à Salonique : en février, Koritza, dans le Sud-est du pays, est définitivement sécurisée par les manœuvres alliées, qui repoussent les Austro-hongrois à 30 kilomètres de la ville ; en septembre, la ville de Pogradec, au Sud-Ouest du lac d'Ochrida, est conquise. Dans le même temps, les Alliés, principalement les Serbes, encouragent le développement d'une guérilla contre les occupants austro-hongrois : les Serbes parviennent notamment à envoyer une force significative, sous le commandement de Toptani, mener la guérilla contre les Austro-hongrois dans la vallée du Shkumbin.

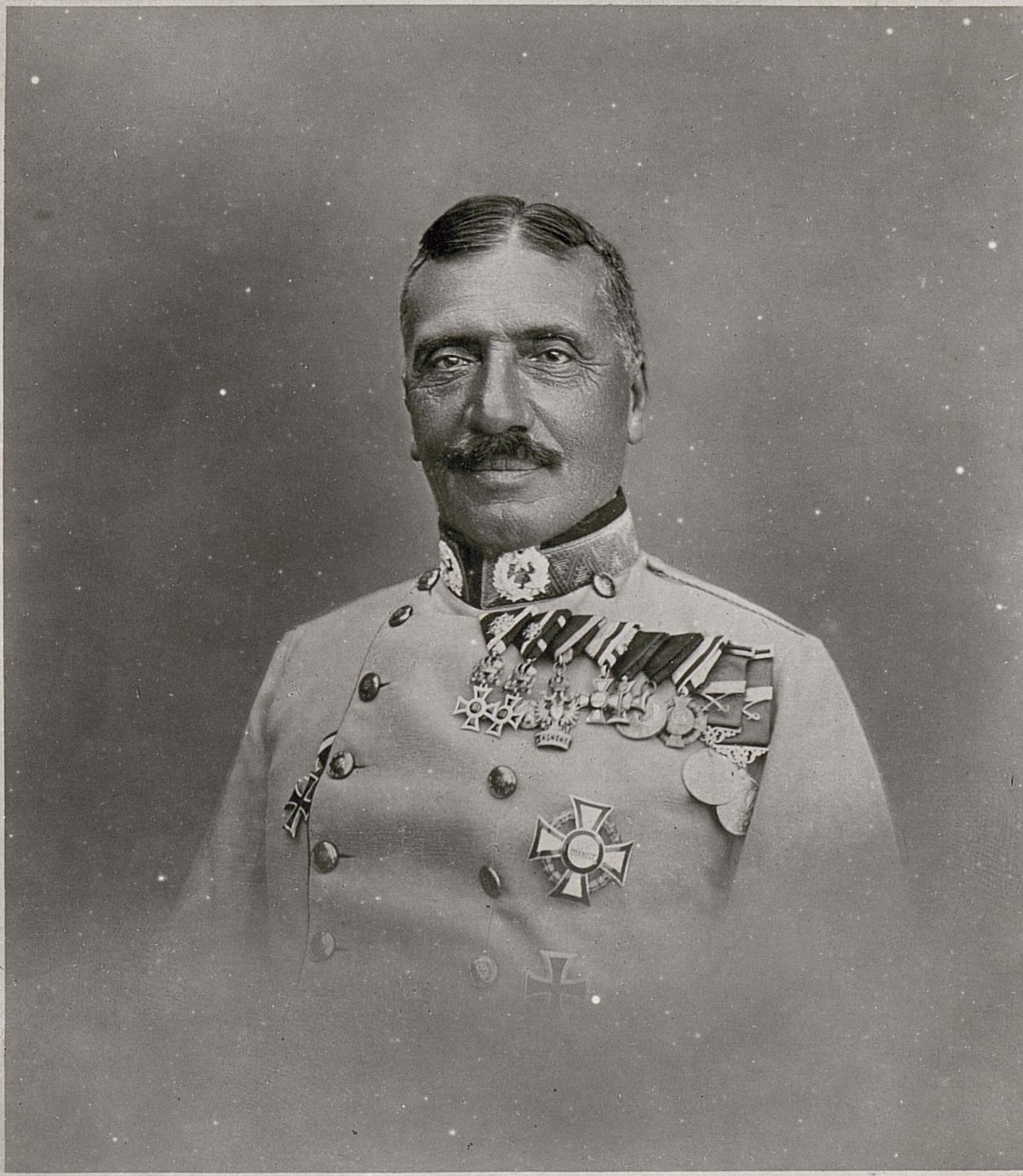
Karl von Pflanzer-Baltin réorganise les unités austro-hongroises engagées en Albanie.

En 1918, Karl von Pflanzer-Baltin réorganise les troupes austro-hongroises, déployées en Albanie. Cette réorganisation permet à l'armée austro-hongroise de remporter de nombreuses victoires dans l'Ouest des Balkans durant l'été 1918 : cette armée parvient à reconquérir face aux unités italiennes, au mois d'août, les positions conquises de haute lutte par les troupes françaises le mois précédent. Ces succès incitent le général austro-hongrois à planifier une offensive visant à conquérir Valona ; ce projet est remis en cause par l'armistice bulgare, menaçant les flancs de son armée. Rapidement, une ligne de retraite est planifiée, passant par Scutari et Nič, vite remise en cause par l'évolution de la situation militaire. Face à l'avancée alliée, qui s'enfonce toujours plus profondément à l'intérieur des territoires serbes occupées par la double monarchie, dans les derniers jours du mois de septembre 1918, l'armée d'Albanie reçoit l'ordre du haut-commandement austro-hongrois de battre en retraite. Karl von Pflanzer-Baltin parvient à ramener ses 160 000 soldats à l'intérieur des frontières de la double monarchie : cette retraite exécutée en bon ordre subit cependant les attaques conjuguées des troupes alliées et des partisans serbes.

### Un État occupé

La principauté occupée, 1916-1918.

Dans chacune des zones d'occupation, chaque belligérant met en place des institutions étatiques autonomes, placées sous son contrôle ; dans un premier temps, le pays est partagé en zones d'influences monténégrines, serbes et italiennes. La campagne balkanique de 1915 remet en cause l'occupation serbo-monténégrine, les forces royales serbes et monténégrines étant remplacées par des troupes austro-hongroises : le Nord et le centre de la principauté son occupées des unités austro-hongroises, organisées en une armée d'Albanie, tandis que le Sud est occupé par des contingents italiens et français. 
Dès la fin de l'année 1914, le royaume de Belgrade a détaché une partie des effectifs de son armée afin de contrôler une partie importante du territoire albanais, conformément aux dispositions définies à Niš le 17 septembre 1914. 
Parallèlement à ces initiatives serbes, le gouvernement italien fait occuper le port de Valona au mois de décembre 1914, contrôlant ainsi le canal d'Otrante, avoir pris le contrôle du Sud de la principauté au mois d'octobre. Cette occupation demeure symbolique en raison des effectifs alors déployés sur place. Contraints par la politique française d'alliance avec les notables locaux, les Italiens se voient obligés de reconnaître l'indépendance de la principauté sous leur protection durant le mois de juin 1917.
À l'issue de la campagne de 1915, le territoire albanais est de nouveau partagé selon la ligne de front, les Alliés, Français et Italiens, contrôlant le Sud du pays, les puissances centrales, le Nord. Selon un partage des tâches entre Alliés, les Français doivent assurer leur jonction avec les Italiens installés sur la côte adriatique, tout en bloquant tout lien entre le roi de Grèce Constantin, favorable aux puissances centrales, et les troupes austro-hongroises engagées en Serbie. Le haut commandement austro-hongrois confient l'administration du pays au détachement d'armée d'Albanie, dont le commandement est basé à Tirana depuis le début de l'année 1916. Les occupants austro-hongrois administrent les territoires qu'ils contrôle comme une colonie, leur permettant non seulement de contrôler efficacement le pays, mais aussi d'en approfondir leur connaissance. La politique française de développement de l'autonomie albanaise à Körce oblige les autorités d'occupation à proclamer l'autonomie de la principauté durant le mois de janvier 1917. Cette occupation austro-hongroise prend fin avec la retraite ordonnée des unités austro-hongroise entre le 30 septembre et le 4 novembre 1918,.

Selon le protocole du 10 décembre 1916, le drapeau de la république de Korçë comporte les couleurs françaises, ombrage qui abrite, mais n'écrase pas, selon le mot de Henri Descoins.

En 1916, Sarrail, commandant du front d'Orient, fait occuper la région de Korce, afin de permettre la jonction entre les unités franco-serbes déployées en Macédoine et les unités italiennes venues de Valona, créant ainsi une zone d'occupation française sur le territoire de la principauté. Dans cette zone occupée par la France, une politique de partage du pouvoir est mise en place entre les responsables locaux et les autorités d'occupation, conformément à un accord conclu le 10 décembre 1916 : la gestion locale est ainsi confiée à un « conseil d'administration » de quatorze membres, sept musulmans, sept chrétiens, tandis que les forces d'occupation françaises se consacrent également au développement de la région, notamment en mettant en place une administration autonome destinée à éviter les pénuries alimentaires, des dispensaires et des écoles,. Cependant, les termes du protocole signé par le représentant français sur place, le colonel Henri Descoins, maintiennent le flou sur la nature du régime qui administre la région : le conseil d'administration doit se référer au commandement français pour toutes les décisions importantes ; dans le même temps, Descoins s'appuie sur les chefs de bande pour renforcer le contrôle français sur la zone.

## La principauté après le conflit
Conformément aux accords mettant fin au conflit, les territoires albanais sont évacués durant l'été 1920, par les Alliés, en conformité avec les accords interalliés de l'automne 1918. Cependant, cette évacuation ne met pas un terme aux luttes de factions.

### Une évacuation tardive
En dépit de la fin des hostilités, la principauté reste cependant occupée par des troupes françaises, grecques, italiennes et serbes. La principauté se trouve alors au milieu de zones convoitées par l'ensemble des alliés, garantissant ainsi le maintien de son indépendance.
Pays libéré, la principauté demeure occupée par les Alliés, notamment par l'Italie, selon les clauses de l'armistice de Villa Giusti. Ainsi, L'occupation de la principauté prend officiellement fin en août 1920 lors de la signature d'un traité, à Tirana, le gouvernement de Rome s'engageant à faire évacuer le pays par ses troupes, à l'exception de l'île Saseno, en face de Valona. Cette occupation italienne répond à l'occupation grecque de plusieurs localités du Nord de l'Épire en octobre 1914.
Les Italiens ne sont pas les seuls à maintenir une présence militaire dans la principaux : les troupes du royaume des Serbes, Croates et Slovènes occupent les anciennes lignes de défense qui protègaient la ville de Scutari grâce à l'accord tacite des officiers français affectés dans la région.
Au début de l'année 1921, le gouvernement albanais présente à la Société des Nations une demande d'évacuation totale de son territoire. Ce n'est que le 9 décembre 1921 qu'une résolution de la SDN demandant l'évacuation du territoire de la principauté est adoptée, obligeant l'Italie et le royaume des Serbes, Croates et Slovènes à retirer définitivement leurs troupes du territoire albanais.
L'évacuation du territoire par les armées alliées est obtenue au terme de plusieurs mois de tractations : les Français évacuent la région qu'ils occupaient à la fin de l'année 1919 ; l'année suivante, les Italiens évacuent le littoral après un soulèvement organisé en sous-main par le gouvernement albanais.

### La principauté en Europe et dans le monde
L'évacuation de la principauté par les troupes alliées ne met cependant pas un terme aux appétits extérieurs, en dépit des pressions britanniques.
Ainsi, les voisins immédiats de la principauté, Italie, Grèce et royaume yougoslave se montrent des protecteurs empressés du petit pays. Ainsi, au cours de l'année 1920, l'Italie expose ses revendications sur le territoire de la principauté, officiellement dans le respect de son indépendance : le programme exposé par les Italiens à la conférence des ambassadeurs le 25 juillet 1920 est destiné à donner à l'Italie le contrôle de la politique de maintien de l'ordre,. La prise du pouvoir par les fascistes en 1922 ne remet aucunement en question cette orientation de la politique italienne visant à vassaliser la principauté : seuls les projets de partage de l'Albanie en zones d'influence contrôlées l'une par le royaume d'Italie, l'autre par le royaume des Serbes, Croates et Slovènes, sont formalisés au cours de l'année 1923. Parallèlement à la politique italienne en Albanie, en 1920, l'État grec expose, dans un mémoire sur l'Épire du Nord ses revendications sur la totalité de l'Épire, partagée depuis 1913 entre le royaume d'Athènes et la principauté. La Grèce appuie ses revendications par la mise en place d'un clergé orthodoxe lié à la métropole de Ioannina, alors située dans le royaume d'Athènes.Dans ce contexte, les représentants français, principaux alliés des Yougoslaves, se montrent partisans du maintien de l'indépendance albanaise, garante du maintien des équilibres géopolitiques dans les Balkans.
Face à ces appétits, les dirigeants qui se succèdent dans la principauté aspirent à maintenir un certain équilibre entre leurs différents soutiens. Ainsi, pour faire pièce aux influences italiennes et yougoslaves, Zogu tente de se rapprocher de la France, dont l'influence se maintient grâce à sa politique culturelle très active : Ahmed Zogu est en effet parfaitement conscient que « tout ce qui est capable de travailler et de penser s'exprime tant bien que mal en français »,.
En 1921, la Société des Nations reconnaît de jure l'Albanie qui demeure une principauté au trône vacant ; en effet, ayant sollicité son adhésion au sein de la SDN, la principauté y est admise après un vote solennel le 17 décembre 1920.
Parallèlement à cette reconnaissance internationale, la définition des frontières de la principauté, interrompue par le conflit, fait l'objet de pourparlers qui reprennent entre les représentants alliés et les plénipotentiaires albanais. Les frontières orientales de la principauté demeurent mal définies jusque tardivement durant les années 1920 : le 9 décembre 1921, la conférence des ambassadeurs, convoquée dans le cadre de la Société des Nations, décide de se saisir du problème posé par les frontières de la principauté. Une commission d'enquête est alors dépêchée sur place. Appuyée sur les conclusions de la conférence de Londres, les Albanais réclament pour leur pays le territoire le plus vaste garanti en 1913, puis reconnu le 4 septembre 1924 par la cour de justice de La Haye. La prise du pouvoir par Zogou, soutenu par les Yougoslaves, remet en cause cette orientation. des négociations s'ouvrent à Tirana le 8 février 1925 avec des représentants du royaume des Serbes, Croates et Slovènes. Ce n'est que le 26 février 1926 à Florence, que sont fixées de façon définitive les frontières entre l'Albanie, devenue entre-temps une république, et le royaume des Serbes, Croates et Slovènes, par un acte présenté par les signataires comme un échange de territoires,.

### Gouvernement provisoire
Le prince Vidi ayant fui le pays en septembre 1914, les principaux chefs de clans albanais organisent un conseil de régence, qui se maintient jusqu'en 1925, date de la proclamation de la république.
En décembre 1918, un congrès est convoqué à Durrës, un gouvernement provisoire nommé et chargé de défendre les intérêts de la principauté à la conférence de paix, mais, rapidement, ces organes apparaissent comme des créations italiennes ; ce gouvernement ayant cédé à l'Italie l'île de Sazan, au large de Vlorë, un autre assemblée albanaise se réunit en janvier 1920 et élit un nouveau gouvernement qui s'installe à Tirana, afin d'émanciper la principauté de la tutelle italienne.
Ce gouvernement convoque une assemblée constituante, élue en 1923. L'éviction du gouvernement de Fan Noli en 1924 ne remet pas en cause cette évolution, mais contribue à vider l'assemblée des opposants à Ahmet Zogu, nouvel homme fort de la principauté. Une fois son pouvoir établi, Zogu proclame la république fait adopter une constitution destinée à garantir sa mainmise sur les institutions et la vie politique albanaises.

### Vie politique

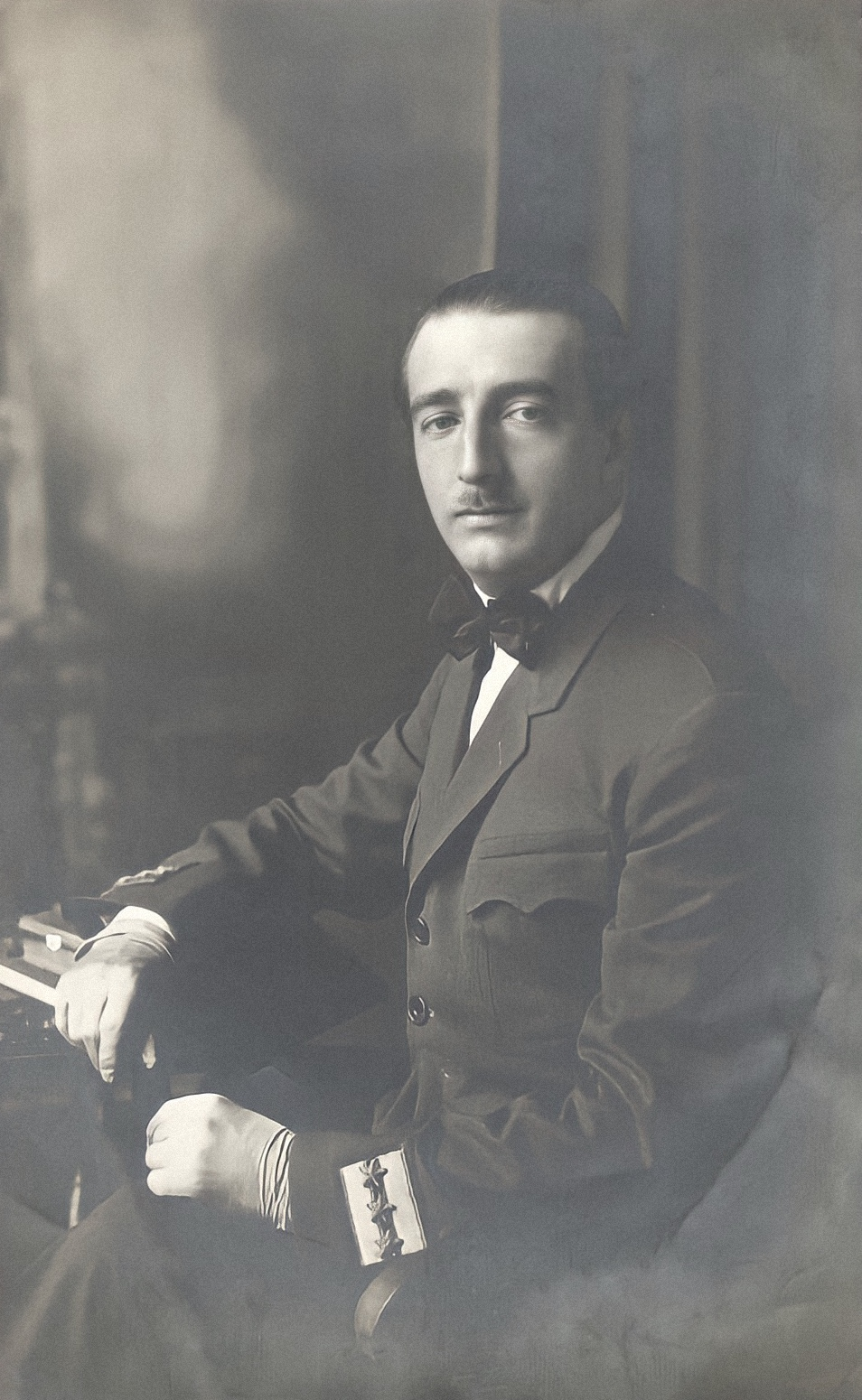
Ahmet Zogu, ici en 1923, prend le pouvoir à la fin de l'année 1924, après une courte guerre civile.

Le prince Vidi ayant proclamé la neutralité de la principauté, il n'est pas rappelé par le conseil de régence ; cependant, le caractère monarchique de l'État albanais n'est pas immédiatement remis en cause après la fin du conflit.
Rapidement, la vie politique s'organise autour de partis politiques qui masquent mal les divisions claniques et ethniques : le parti progressiste s'organise autour de chefs musulmans et défend une politique conservatrice, tandis que le parti populaire, d'inspiration libérale, regroupant en majorité les orthodoxes, aspire à moderniser le pays.
Soumise aux aléas des luttes de clans, la principauté connaît alors une forte instabilité politique. L'assemblée nationale, élue en 1921 à la suite d'élections tenues après le retrait des troupes alliées, ne parvient pas l'enrayer.

### Politique de modernisation

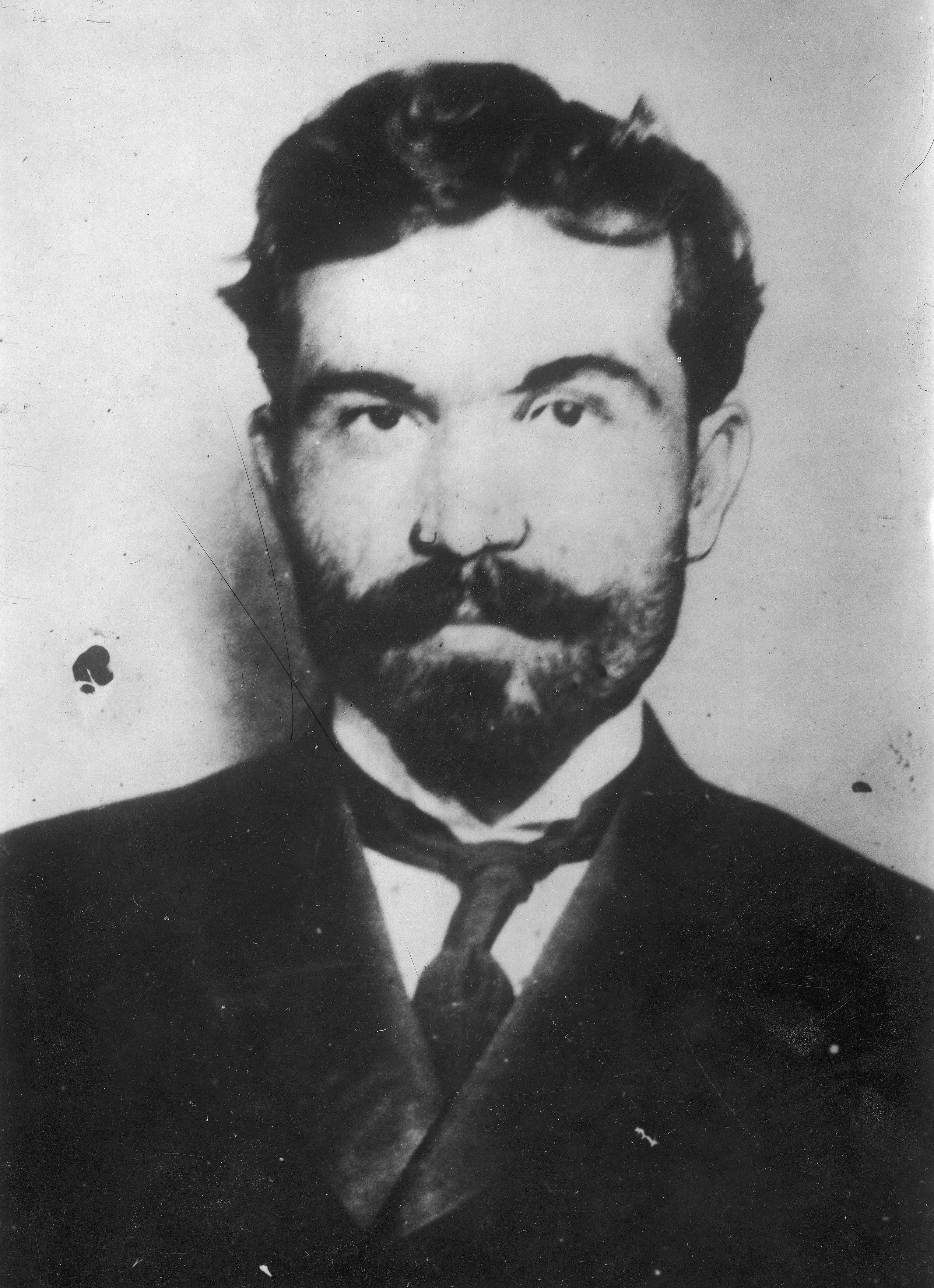
Fan Noli, ici en 1924, mène une politique visant à moderniser le pays.

Durant les années qui suivent la reconnaissance définitive de l'indépendance de la principauté en 1921, les principaux responsables mettent en œuvre une politique de modernisation du pays.
À l'issue de ce processus de reconnaissance internationale, un État centralisé tend à se mettre en place dans le cadre d'une action de modernisation du pays.
De plus, durant les années 1920, un certain nombre de réformateurs albanais de confession musulmane, assignent à cette politique l'objectif de garantir la présence d'un État à majorité musulmane en Europe, la modernisation du pays devant donner à cet État la solidité propice à la modernisation du pays et de ses structures,.
Une fois la reconnaissance internationale obtenue, les dirigeants albanais qui se succèdent tentent de mettre en place un État centralisé : Fan Noli, de retour au pouvoir, met en place une vingtaine de réformes, visant à organiser une administration centralisée et une économie moderne, appuyées sur une population éduquée. Dans ce cadre, le gouvernement multiplie les ouvertures d'établissements scolaires, sur le modèle du lycée français de Koritza : en 1922, un second établissement secondaire est ouvert, le gymnase d'État de Scutari, tandis que la haute société albanaise envoie ses enfants au lycée français,. D'autres institutions scolaires, italiennes et américaines, sont également ouvertes avec le soutien du gouvernement.
Cette politique de modernisation, menée au milieu des rivalités entre clans albanais, suscite de nombreuses oppositions, notamment les féodaux, soutenus par les clans locaux. Le rapprochement avec l'Union Soviétique provoque l'hostilité des voisins de l'Albanie, puis, six mois plus tard, son renversement par son ancien ministre de l'Intérieur, Ahmet Zogu.
Ahmet Zogu poursuit la politique modernisatrice de ses prédécesseurs. Cependant, comme eux, il se heurte à la faiblesse des moyens financiers du pays : pour compenser cette faiblesse financière, Noli s'était tourné vers l'Union Soviétique, Zogu oriente sa politique vers les Yougoslaves et les Italiens.

### Renversement de la monarchie
Les multiples insurrections qui rythment la vie de la principauté après la signature des traités mettant un terme au premier conflit mondial constituent l'élément déclencheur de la remise en cause du caractère monarchique de l'État albanais.
En effet, le 16 juin 1924, Fan Noli renverse Ilias Bey Vrioni ; son ministre de l'Intérieur, Ahmet Zogu, se réfugie dans le royaume des Serbes, Croates et Slovènes, puis, de là, organise la reconquête du pays par des bandes armées amalgamant ses fidèles, des soldats yougoslaves officiellement en permission et des mercenaires, armés et entraînés par ses alliés. 
Au terme de quinze jours de guerre civile, Zogu s'installe à Tirana le 24 décembre 1924, et se proclame régent. quelques semaines plus tard, le 31 janvier 1925, Zogu met formellement fin au régime monarchique, proclame la république et se proclame président pour asseoir son pouvoir.